# 湯川えり
湯川 えり（ゆかわ えり、1981年6月1日 - ）は、日本の元AV女優。

## 略歴
- 2000年にグラドルとして活動。
- 2001年に『胸にキュン』でアリスJAPAN専属女優としてAVデビュー。
- 2002年に『午後の人妻たち』でVシネマ・オリジナルビデオに出演。

## 人物
異なるプロフィールがいくつかある。
- 「胸にキュン」のケース裏面のプロフィールでは、生年月日:1981年6月1日、B:90・W:56・H:85としている[1]。
- FANZAプロフィールでは、生年月日:1980年6月1日、B:90・W:58・H:85としている[3]。

趣味:カラオケ。水泳。

## 出演

### アダルトビデオ（撮りおろし作品）
2001年
- 胸にキュン（7月27日 VHS 10月19日 DVD、アリスJAPAN）※デビュー作
- 柔乳（ニュウニュウ）（8月31日 VHS 11月22日 DVD、アリスJAPAN）
- アイドルの実（9月25日、アリスJAPAN）

2002年
- 太陽と月とオッパイ（1月31日 VHS 、メディア・タイフーン  2月8日 DVD、TMA）
- 性春の悶（3月10日、サクセス・ビデオ・コミュニティー）
- feel（3月21日、クリスタル映像）
- A級乳犯（4月27日、クリスタル映像）
- ワイセツBody 黒沢愛・湯川えり（7月10日、	サクセス・ビデオ・コミュニティー）
- 恥ずかしいコト。（7月13日、アウダースジャパン）
- 全裸ダイビング（7月26日、TMA）
- ドリームシャワー 42（8月9日、ワープエンタテインメント）
- 激射 vol.20（8月9日 VHS 8月16日 DVD、アウダースジャパン）
- 女優 拘束マニア（8月26日 DVD 9月1日 VHS、ワンズファクトリー）
- 絶対服従 FILE004（9月1日、ゴーゴーズ）
- Wet* Girl 2（9月5日、ドリームチケット）他出演:高原ジュリ、安来めぐ 全3名
- 「痴」女優 41（9月6日、ワープエンタテインメント）
- THE巨乳秘書（9月19日、ドリームチケット）他出演:川村智花、山口玲子 全3名
- GOLDEN LUCKY!! 02（9月19日、ドリームチケット）他出演:堤さやか、星野流宇 全3名
- 超 股間のアングル（9月24日、ワンズファクトリー）
- G-cup 制服 アイドル（10月5日、アクティブワン）
- ビージーン 17（11月8日、桃太郎映像出版）
- 拉致る!デカパイレイプクラブ（12月6日、SODクリエイト）

2003年
- 村上稜一VS黒澤あらら ザーメンコラボレーション 素材は湯川えり（1月22日、MOODYZ）共演:倉沢七海
- gals ボイン（1月31日、ブレイブキング）全4名
- 沢口あすか・秋吉志帆・湯川えり フェチDVD（3月28日、VIP）他出演:沢口あすか、秋吉志帆 全3名
- こんなオチチでパイズリされた〜い! 美巨乳伝説 森村ハニー・湯川えり（7月8日、バーチャルウェーブ）
- 美巨乳コスプレ 湯川えり・流崎裕（8月7日、バーチャルウェーブ）
- Angel（9月8日、アイデアポケット）

2009年
- ドリームシャワー 42 完全限定★復刻版（11月5日、ワープエンタテインメント）

### アダルトビデオ（総集編、オムニバス作品、編集もの、BESTもの）
2002年
- プリンセスドリーム 6（7月20日、メディア・タイフーン）全6名
- A級乳犯 DX3 黒沢愛・小泉麻由・湯川えり（7月26日、クリスタル映像）全3名
- 夢汁 激射 D-BOX 湯川えり（8月9日、ワープエンタテインメント・アウダースジャパン）※ワープエンタテインメント『ドリームシャワー42 湯川えり』、アウダースジャパン『激射 20 湯川えり』と『コラボ記念非売品DVD』の3枚組
- 巨乳×爆乳 GRAND PRIX SPECIAL 3（8月23日、クリスタル映像）全20名
- BUST×BUST×BUST II（12月19日、ワープエンタテインメント）全16名

2003年
- 巨乳伝説 小泉真由・川村智花・湯川えり（1月10日、ゾーンワークス CB-101）全3名
- オナニー・トーイズ・ストーリー（1月24日、桃太郎映像出版 OTSD-2）全4名
- フワフワDX コスプレ天国 湯川えり・上原里香（2月20日、レイディックス）全2名
- SEMEN×BOIM（3月20日、ワープエンタテインメント）全10名
- ユーザーズチョイス！！3 バーチャルAV BEST（3月20日、ワープエンタテインメント）全10名
- 巨乳淫乱娘 特盛ツユダク・スペシャル 1（3月20日、トランスコーポレーション）全8名
- 巨乳極乳 PREMIUM（3月28日、トータル・メディア・エージェンシー）全13名
- THE ボイン総集編（4月15日、ドリームチケット）全13名
- GOKKUN SELECTION 2（4月17日、ワープエンタテインメント）全13名
- 水着カリスマアイドル（5月16日、トータル・メディア・エージェンシー）全16名
- びちょびちょ濡れ娘とぐちょぐちょ汚れ雌（5月21日、ワープエンタテインメント）全12名
- 絶対服従 リベンジ 1 雌犬調教・スパンキング編（6月14日、ゴーゴーズ）全10名
- 絶対服従 リベンジ 2 クリップ責め編（6月14日、ゴーゴーズ）全10名
- 絶対服従 リベンジ 3 水責め・泥責め編（6月14日、ゴーゴーズ）全10名
- THE BEST OF WANZ 2003 VOL.2（7月1日、	ワンズファクトリー）多数出演
- スクールガールコレクション 3（7月17日、ワープエンタテインメント）全12名
- CRYSTAL THE BEST 2002 2（7月18日、クリスタル映像）多数出演
- A級乳犯 EX2（8月9日、シーツーコーポレーション）全6名
- MOODYZ 2003年1月〜6月作品集（10月1日、MOODYZ）多数出演
- いいなりペットコレクション（10月16日、ワープエンタテインメント）全10名
- ビージーン Best Selection（11月7日、桃太郎映像出版 DBE-100）多数出演
- 巨乳マイホーム（11月20日、ソフトオンデマンド）全13名
- 巨乳BEST（12月1日、MOODYZ）全27名
- バーチャルウェーブ下半期 BEST HITS 2（12月6日、バーチャルウェーブ）全6名

2004年
- AV女優 SM奴隷（1月1日、MOODYZ）全4名
- シチュエーション別ナマ撮りオムニバス厳選女優30名スペシャルLIVE（1月8日、ドリームチケット）全30名
- ごっくんネバスペ口内発射 BEST（2月15日、MOODYZ）全16名
- ユーザーズチョイス！！7 美巨乳×淫巨乳（3月17日、ワープエンタテインメント）全28名
- 女優拘束マニア Complete Edition（5月1日、ワンズファクトリー）全19名
- Angel Premium 7（5月8日、アイデアポケット）全20名
- スペレズBEST（6月1日、MOODYZ）全11名
- Angel フェラ5人抜きセレクション（6月8日、アイデアポケット）全17名
- ムーディーズ女優コレクション 5（8月15日、MOODYZ）全20名
- Angel 女子校生セレクション 2（9月8日、アイデアポケット）全10名
- ハイパーバスト・ギャルズ・スペシャル（12月17日、デジタルバンク）全8名

2005年
- 女優拘束マニア4時間DX（5月1日、ワンズファクトリー）全10名
- A級乳犯 THE BEST（5月20日、クリスタル映像）全20名
- 悶絶！爆乳娘4時間！！ 3（8月19日、アリスJAPAN）全4名
- ドリシャ伝説 3（11月5日、ワープエンタテインメント）全9名

2006年
- THE フェチFUCKER 4時間（7月14日、メディアバンク）全10名

2007年
- THE巨乳秘書×THE4時間（2月15日、ドリームチケット）全10名

2008年
- 10年まるごと特別総集編 ドリシャ 4時間（2月15日、ワープエンタテインメント）多数出演
- 10年まるごと特別総集編 痴女優 4時間（4月15日、ワープエンタテインメント）多数出演
- 濡れボイン×THE4時間（9月15日、ドリームチケット）全12名

### アダルトビデオ（無修正）
- ホットツナ Vol.3 湯川えり（2004年10月22日、スカイハイエンターテインメント）
- 卑弥呼 Himiko Vol. 78（2005年7月18日、サムライ AV）全4名
- ドゥーティー Vol.61 メイドCafe 萌キュン（2006年3月10日、J スポット）全6名
- PARADE 06 コス・ナビ（2006年4月10日、J-Spot PARADE）全8名

発売年不明
- 流出・生撮り（? IR-08）VHS

### Vシネマ・オリジナルビデオ
- 午後の人妻たち（2002年3月25日、ジーピー・ミュージアム）監督:藤原健一[4]
- 看護師女子寮 ～秘められた日記～（2002年5月10日、レジェンド・ピクチャーズ）監督:片岡修二[5]
- 欲望緊急処理センター 救性病棟24時（2002年6月22日、ジャンク）監督:田島春信[6]
- 就職ヌルルン体験記 人気パロディ総集編（2003年9月22日、TMC）監督:山田大[7]
- 人妻 The Best 2（2005年12月25日、GPミュージアムソフト）監督:藤原健一ほか ※「午後の人妻たち」を含む特別編集版　[8]

## 出版

### 写真集
- 湯川えり写真集 heart heated（2001年8月23日、双葉社）撮影:渡辺達生

### 雑誌
- Cream 2000年8月号、9月号（ワイレア出版）
- スーパー写真塾 2000年10月号（コアマガジン）
- Chuッ 2000年10月号（ワニマガジン社）
- ホイップ 2000年11月号（コアマガジン）
- Cotton（2001年1月15日、コアマガジン）
- Bejean 2001年7月号、2002年12月号（英知出版）
- URECCO 2001年8月号（ミリオン出版）
- PHOTO SHOT DX（2001年10月1日、英知出版）
- THE トップビデオ 2001年12月号（ダイアプレス）
- ビデオ情報 2001年12月号（日本文芸社）
- 美乳美脚エンジェルズ（2002年2月15日、司書房）
- やるCan 2002年9月号（ビデオ出版）表紙:湯川えり
- BXB AV FREAK 2002年9月号（ジェイ・ディー・メデューサ）
- クラスでいちばんかわいい娘 VOL.5（2003年4月10日、日本出版社）
- ビデオ・ザ・ワールド 2005年1月号（コアマガジン）